# Нойензальц
Нойензальц (нем. Neuensalz) — община в Германии, в земле Саксония. Подчиняется земельной дирекции Кемниц. Входит в состав района Фогтланд.  Население составляет 2108 человек (на 31 декабря 2018 года). Занимает площадь 33,45 км².
Коммуна подразделяется на 5 сельских округов.